# Expo 1937
L'Esposizione internazionale «Arts et Techniques dans la Vie moderne» si tenne a Parigi dal 25 maggio al 25 novembre del 1937.

## Storia
Organizzata in un momento storico di grandi tensioni politiche tra i paesi europei, doveva servire nelle intenzioni degli organizzatori a favorire un clima di distensione tra gli stessi, ma il futuro mostrò che tale nobile scopo non venne raggiunto.
L'area espositiva si trovava attorno alla Torre Eiffel, dal Trocadéro ai campi di Marte, con qualche ampliamento verso il Pont de l'Alma e l'Île aux Cygnes. Per l'occasione furono costruite diverse opere di rilievo, alcune tuttora esistenti come il Trocadéro, il Musée de l'Homme e il Palais de Tokyo, altre in seguito demolite. Fu inoltre ammodernata la Torre Eiffel e raddoppiata la larghezza del ponte parigino di Iéna.
Tra le opere di maggior rilievo, poi demolite le seguenti:
- Padiglione sovietico – Era un edificio alto oltre 30 metri, sormontato da L'operaio e la kolchoziana, una colossale statua in acciaio alta 25 metri, rappresentante un operaio ed una contadina che reggono la falce e il martello, simboli del regime sovietico. L'autrice Vera Muchina con la sua opera intese portare nel cuore di Parigi una composizione monumentale sulla fiducia nel socialismo. Il simbolismo delle due figure che avanzano da Est verso Ovest, determinato dalla disposizione del padiglione, non passò inosservato agli occhi degli spettatori. La statua, recentemente restaurata, è tuttora conservata a Mosca.
- Padiglione tedesco – Posto direttamente di fronte al padiglione sovietico, era ospitato in un altissimo parallelepipedo di marmo bianco, sormontato da una grande aquila e una svastica, simboli del nazismo.[1]
- Padiglione spagnolo – Costruito durante la guerra civile spagnola, ospitava tra l'altro la famosa opera di Picasso Guernica.

Gli architetti Albert Speer e Boris Iofan, progettisti rispettivamente del padiglione tedesco e di quello sovietico, ricevettero una medaglia d'oro per le loro opere.

## Galleria d'immagini

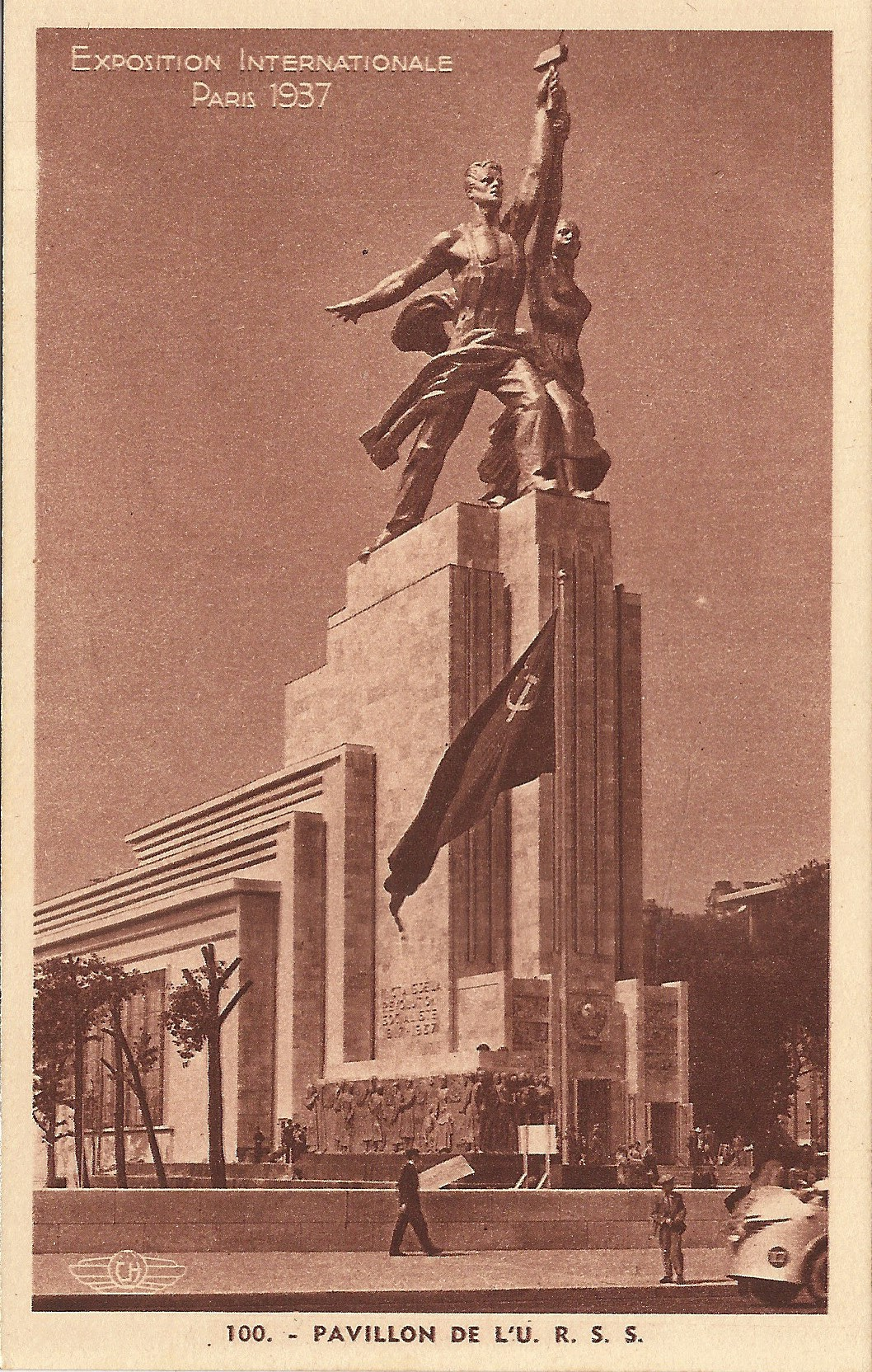
Il padiglione sovietico
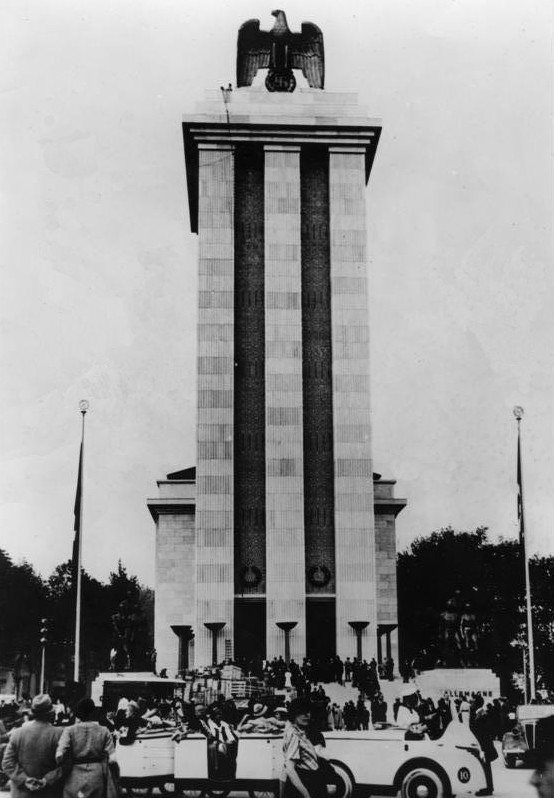
Il padiglione tedesco
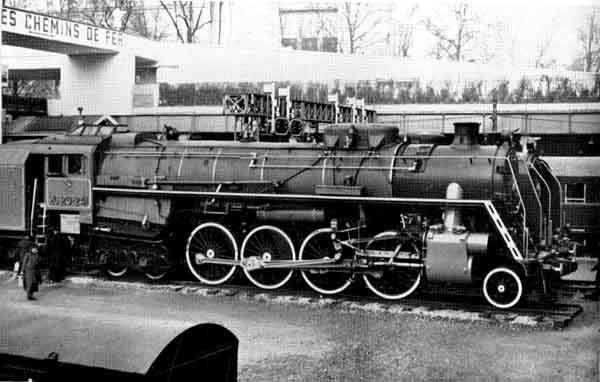
Una locomotiva esposta nell'Expo 1937
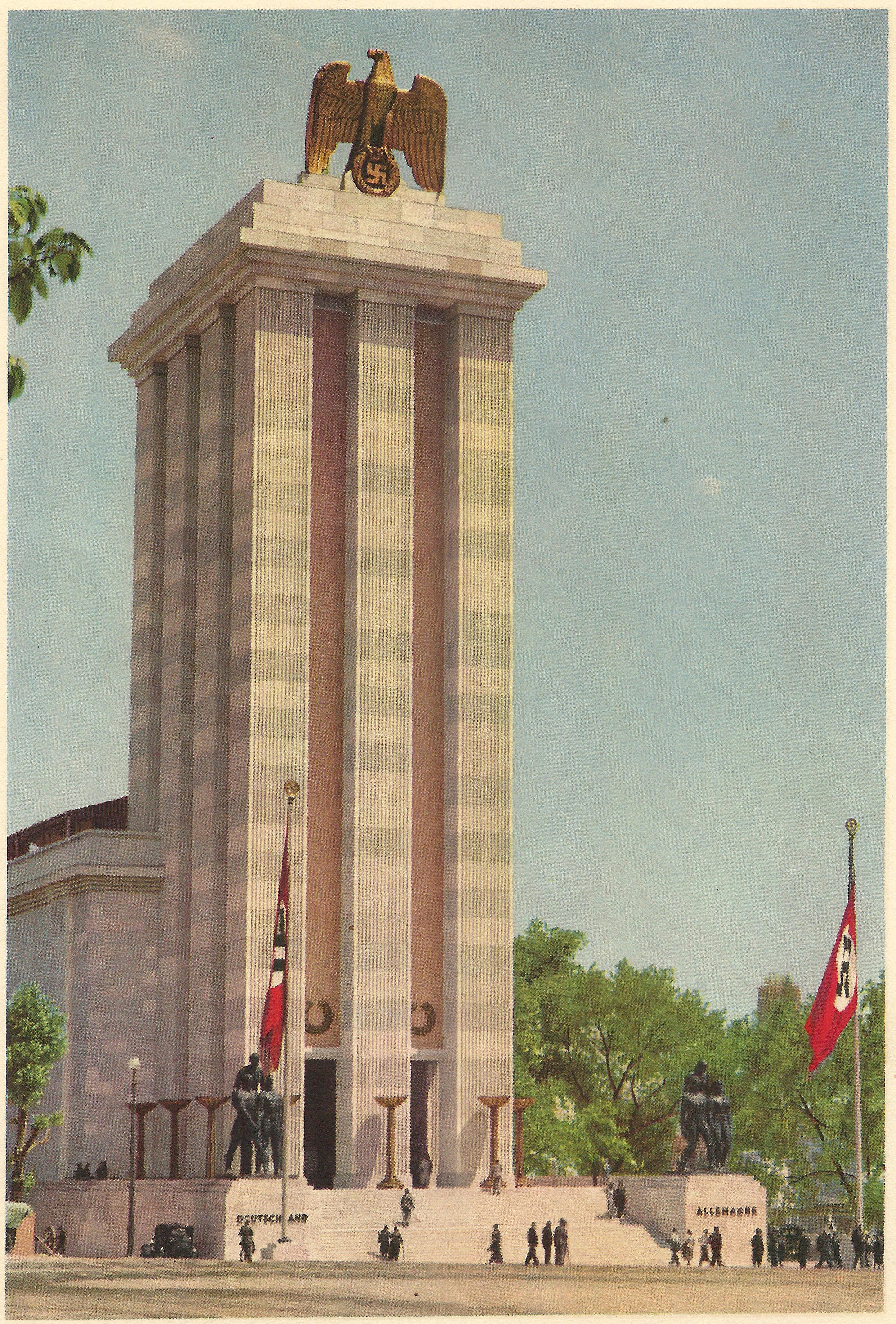
Il padiglione tedesco
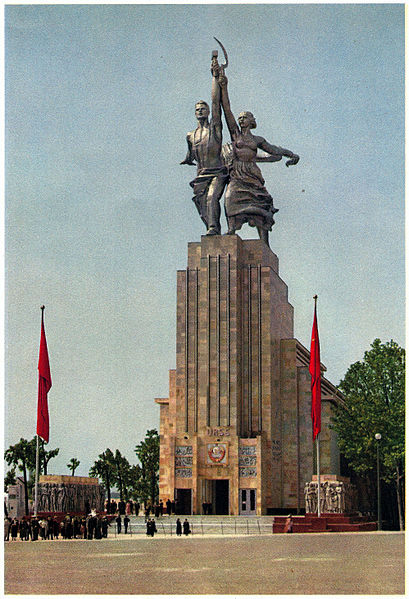
Il padiglione sovietico
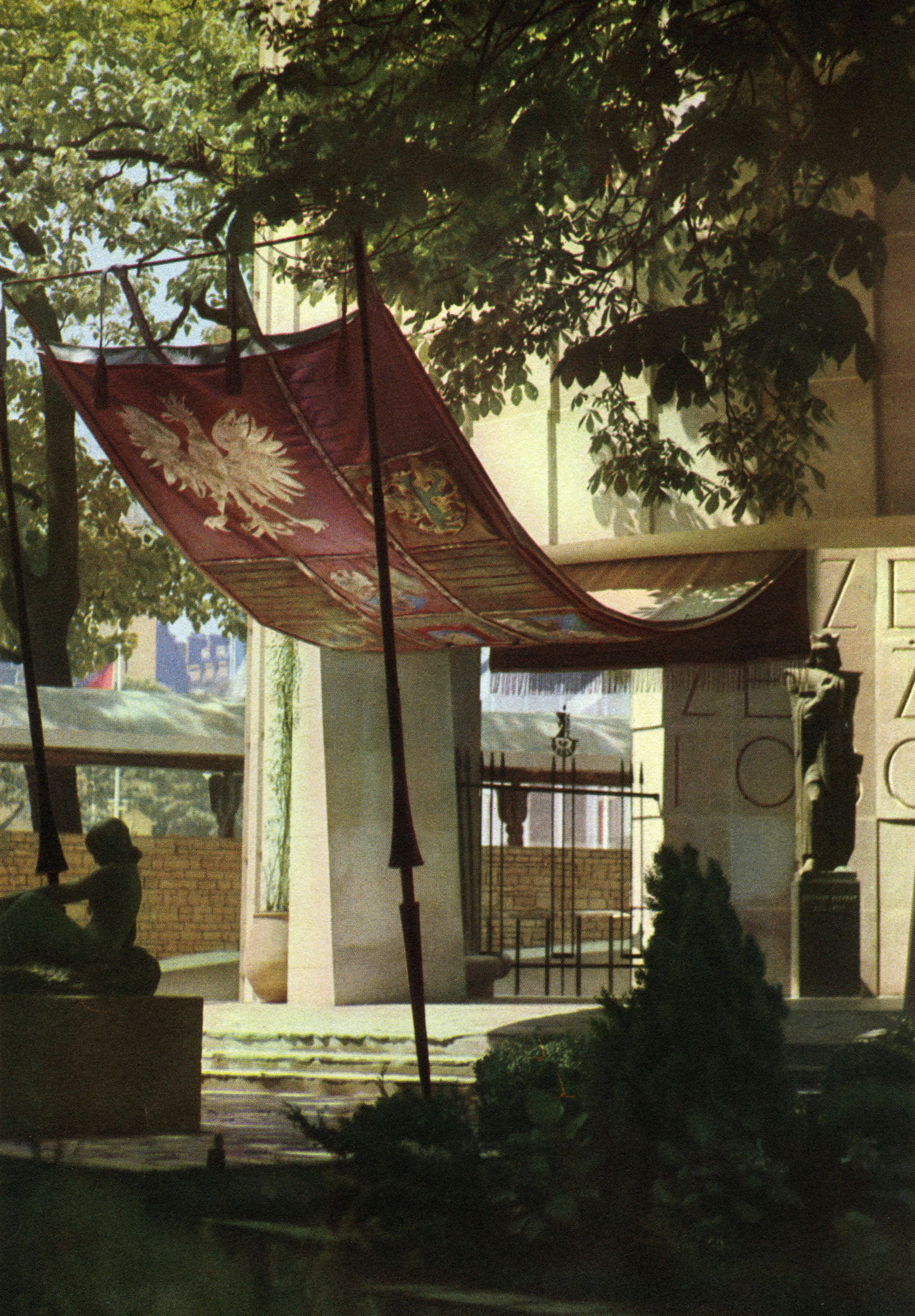
Il padiglione polacco
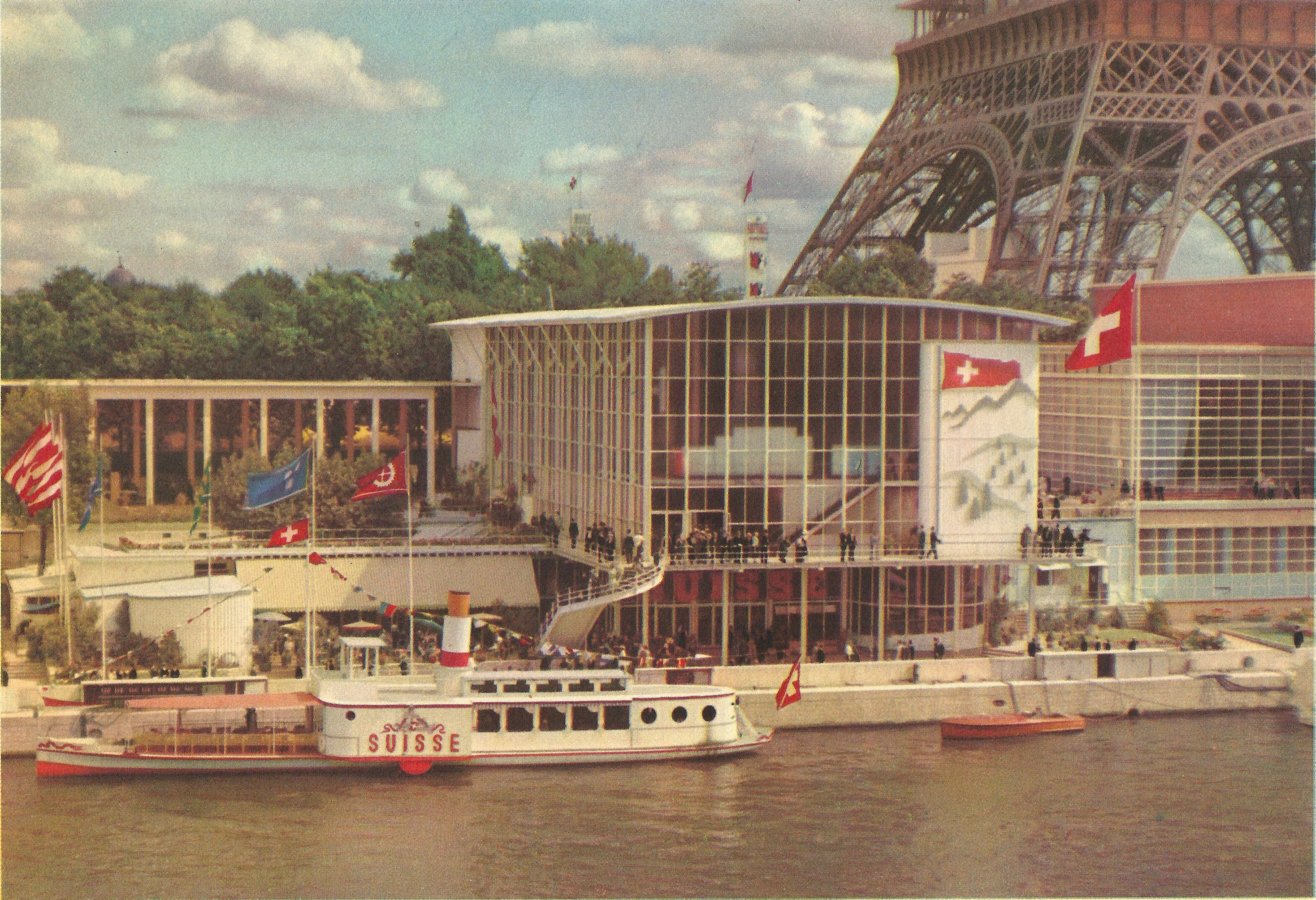
Il padiglione svizzero
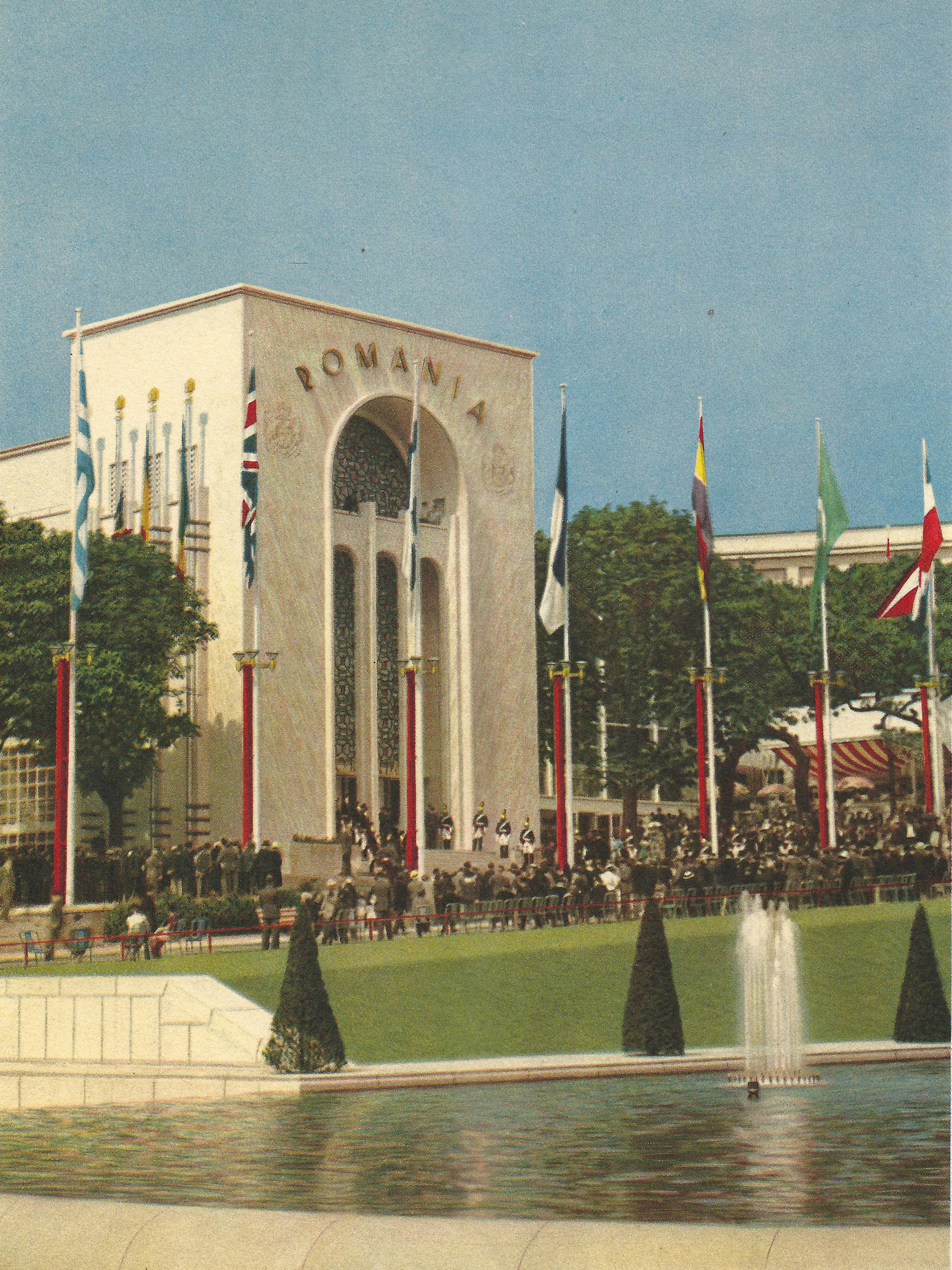
Il padiglione rumeno
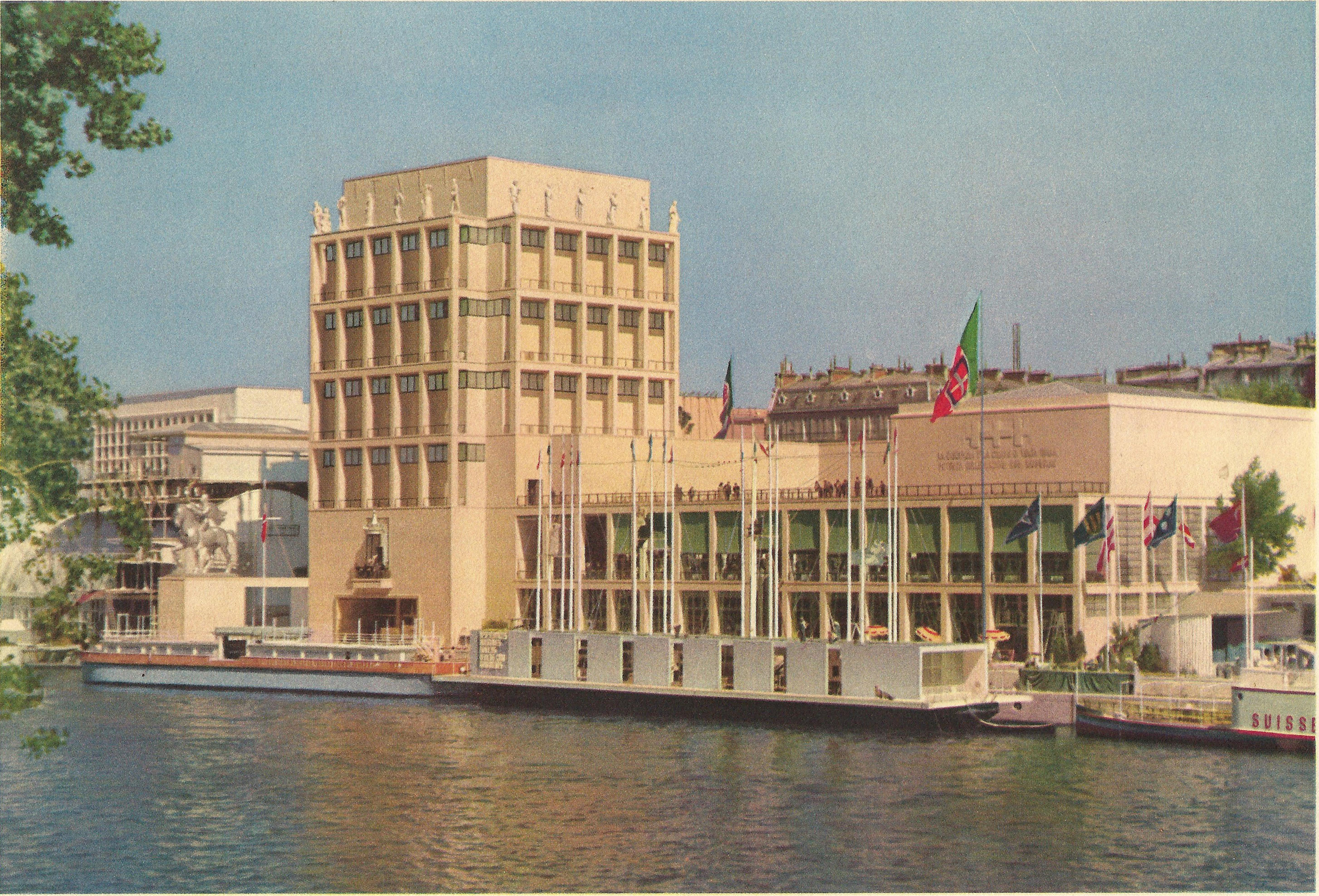
Il padiglione italiano
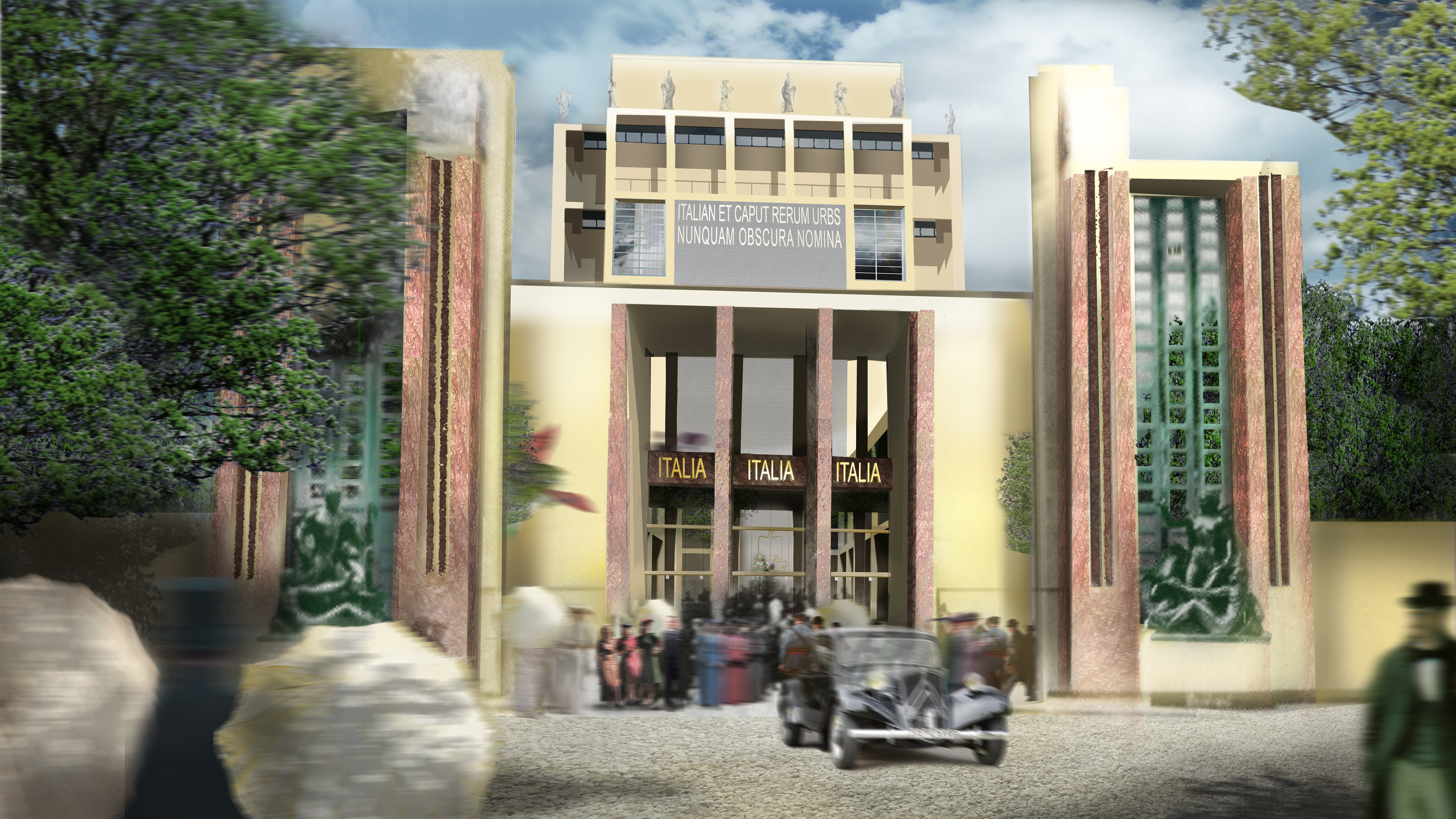
Il padiglione italiano, entrata (ricostruzione colorizzata)
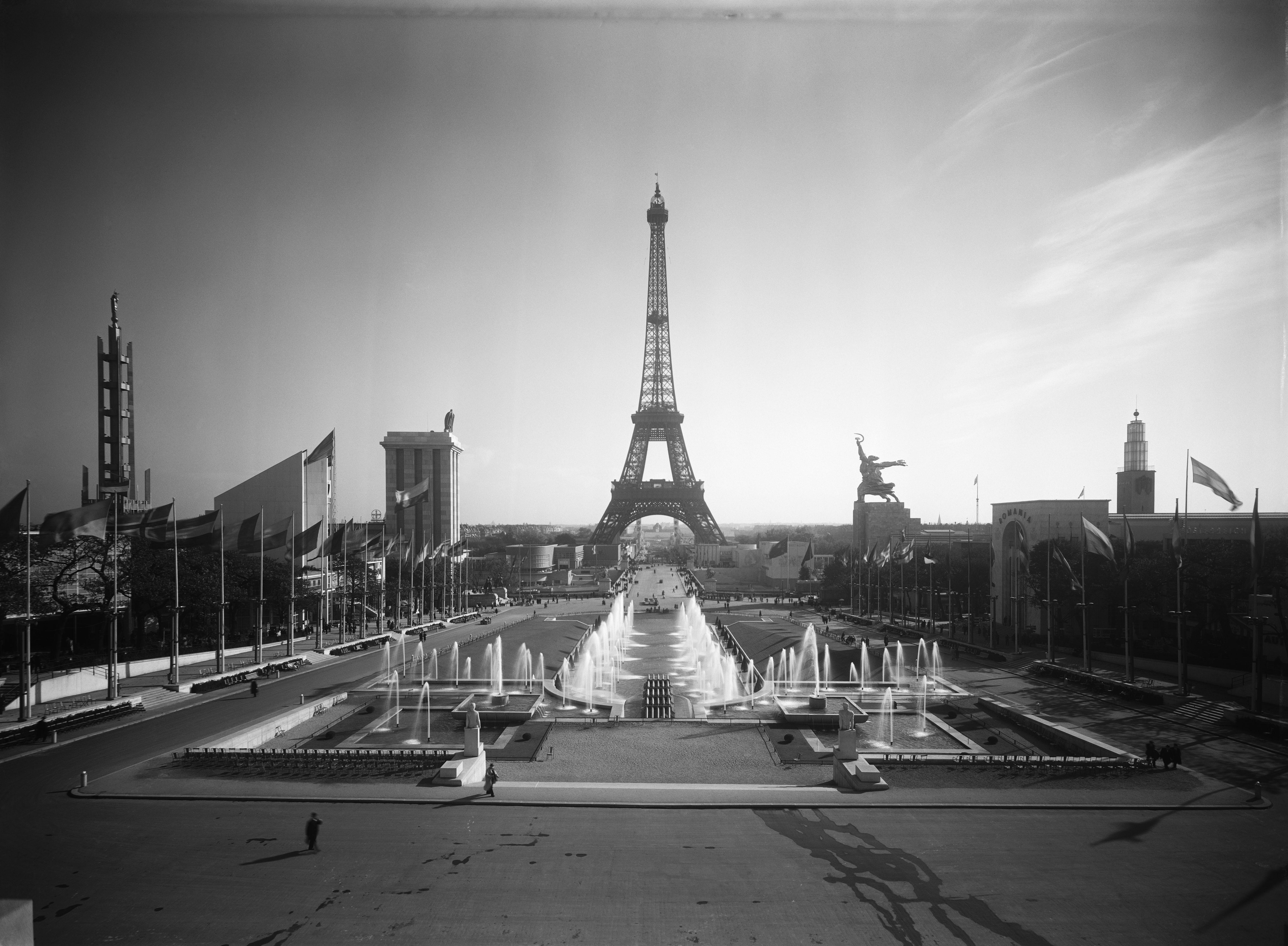
Padiglione sovietico di fronte al padiglione della Germania
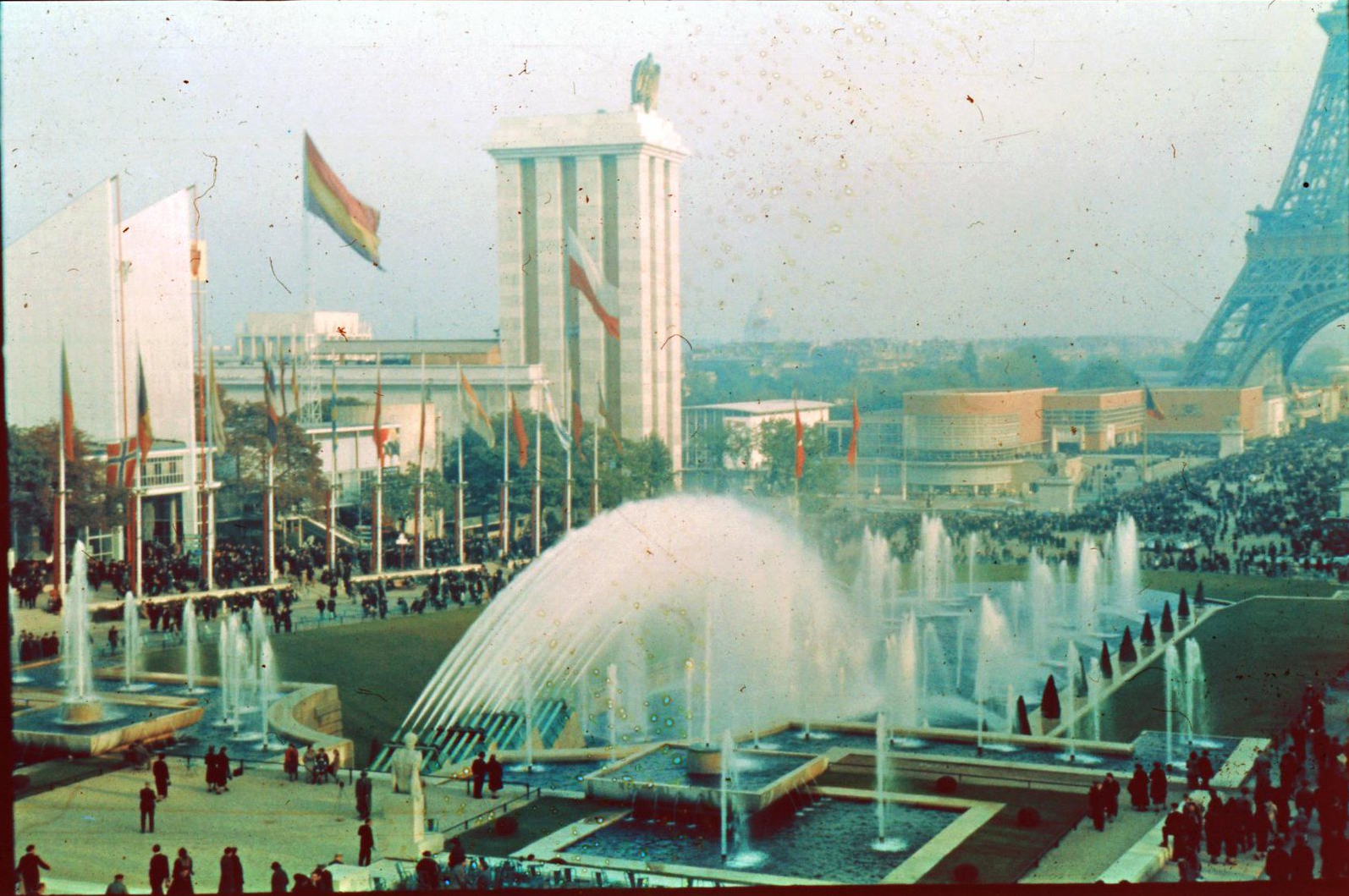
Panoramica con al centro il padigione tedesco e a destra la Torre Eiffel, Agfacolor.